# Automeris vinosus
Automeris vinosus är en fjärilsart som beskrevs av Conte 1906. Automeris vinosus ingår i släktet Automeris och familjen påfågelsspinnare. Inga underarter finns listade i Catalogue of Life.